# Robinson R22
Robinson R22 je dvoumístný lehký vrtulník vyráběný americkou společností Robinson Helicopter Company. Stroj byl vyvíjen Frankem Robinsonem od roku 1973 a je vyráběn od roku 1979. První let proběhl v roce 1975.

## Vývoj

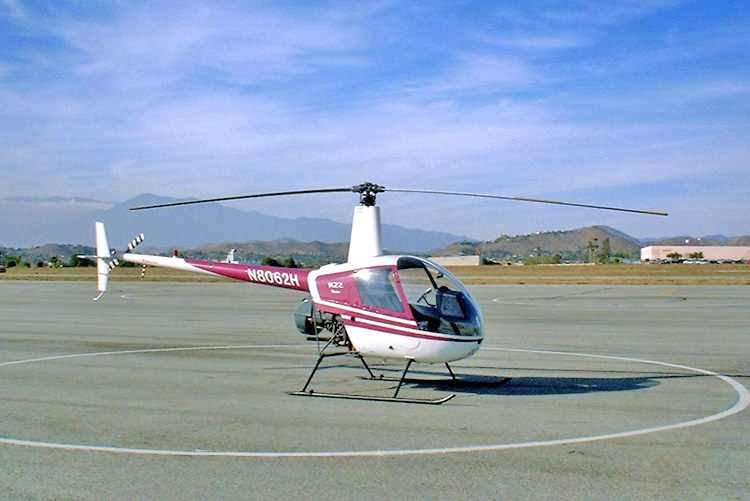
Robinson R22 (N0862H)

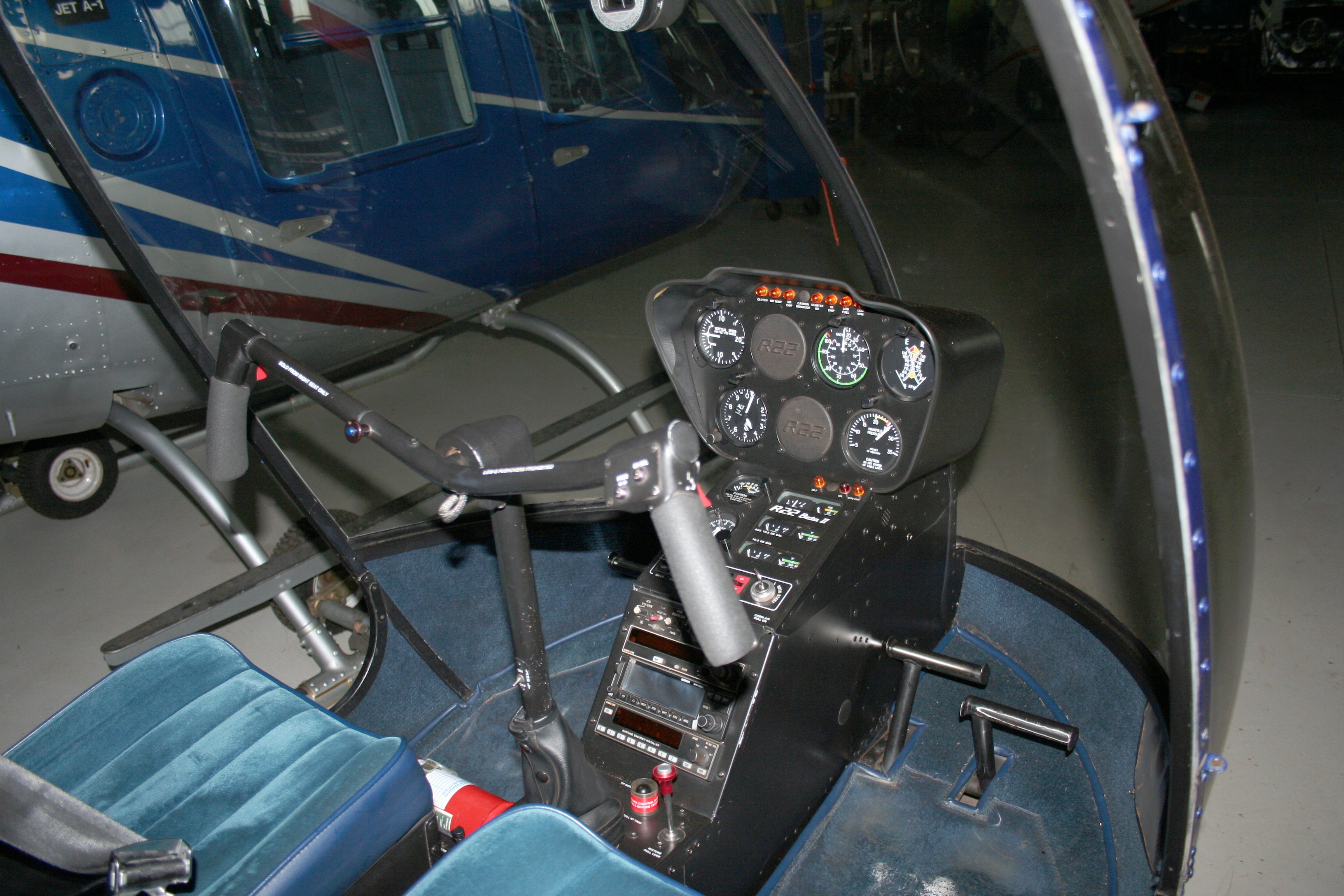
Kokpit R22

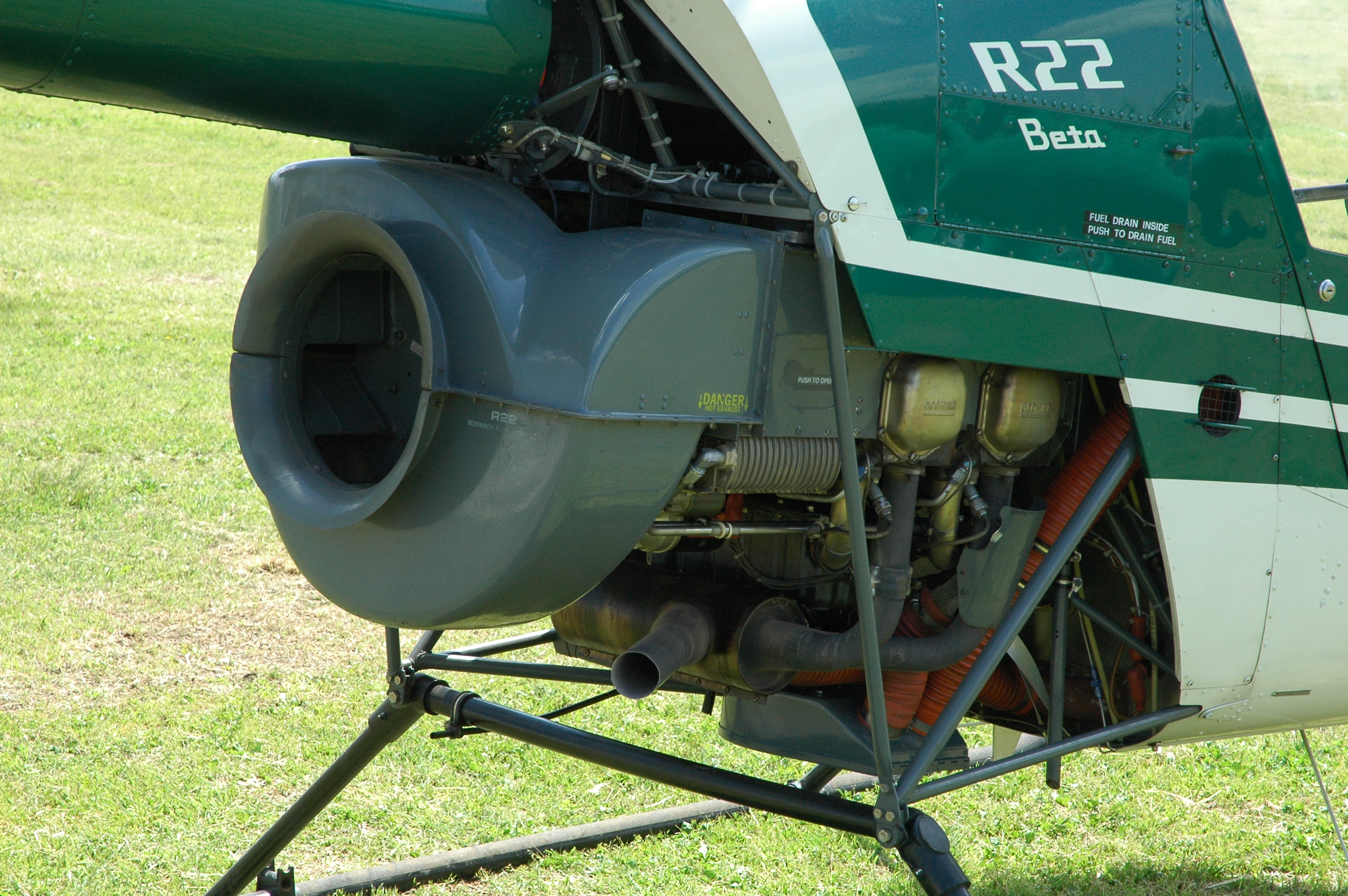
Motor Lycoming O-320, verze R22 Beta

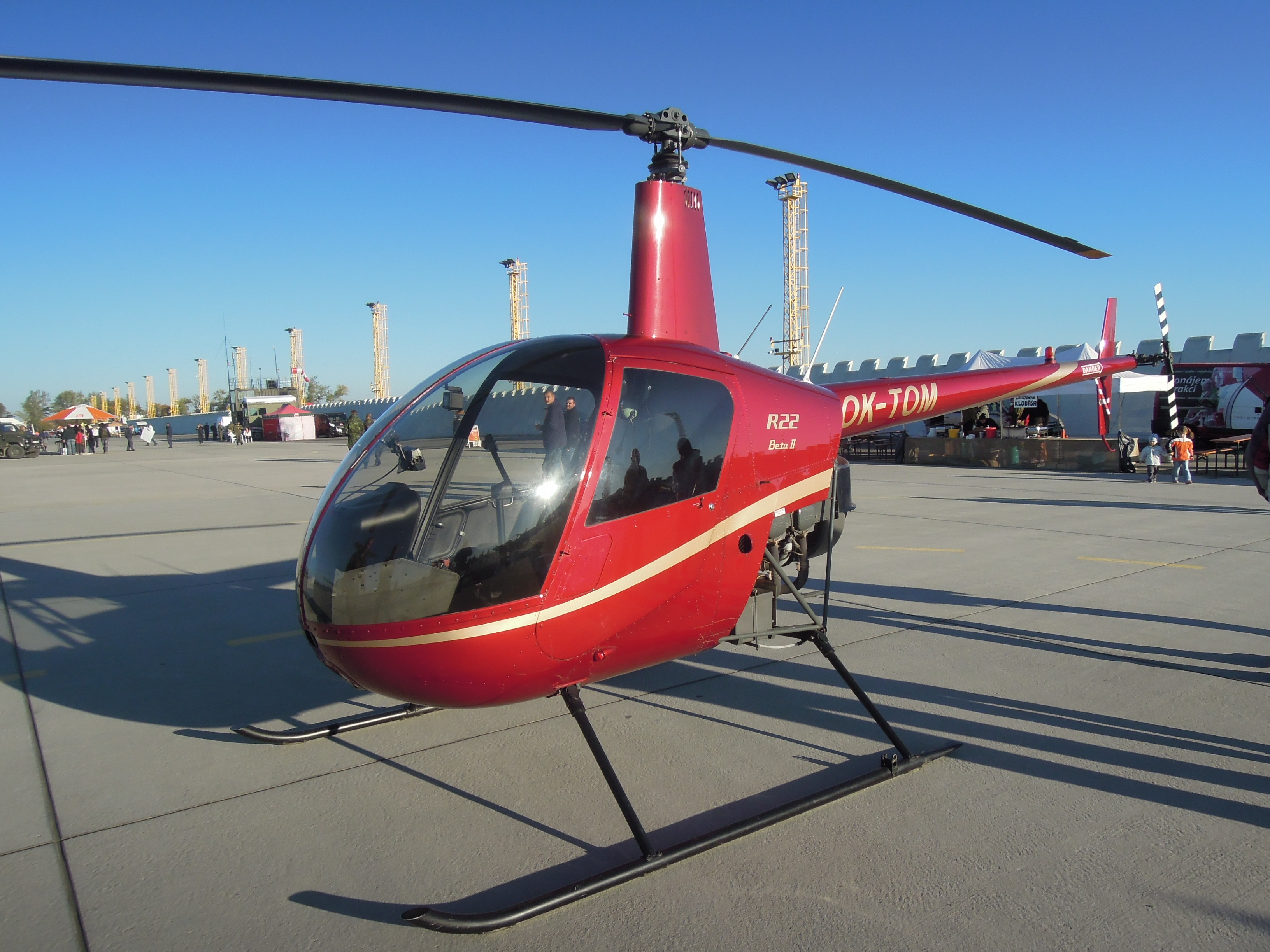
Robinson R22 Beta II registrační značky OK-TOM v Česku

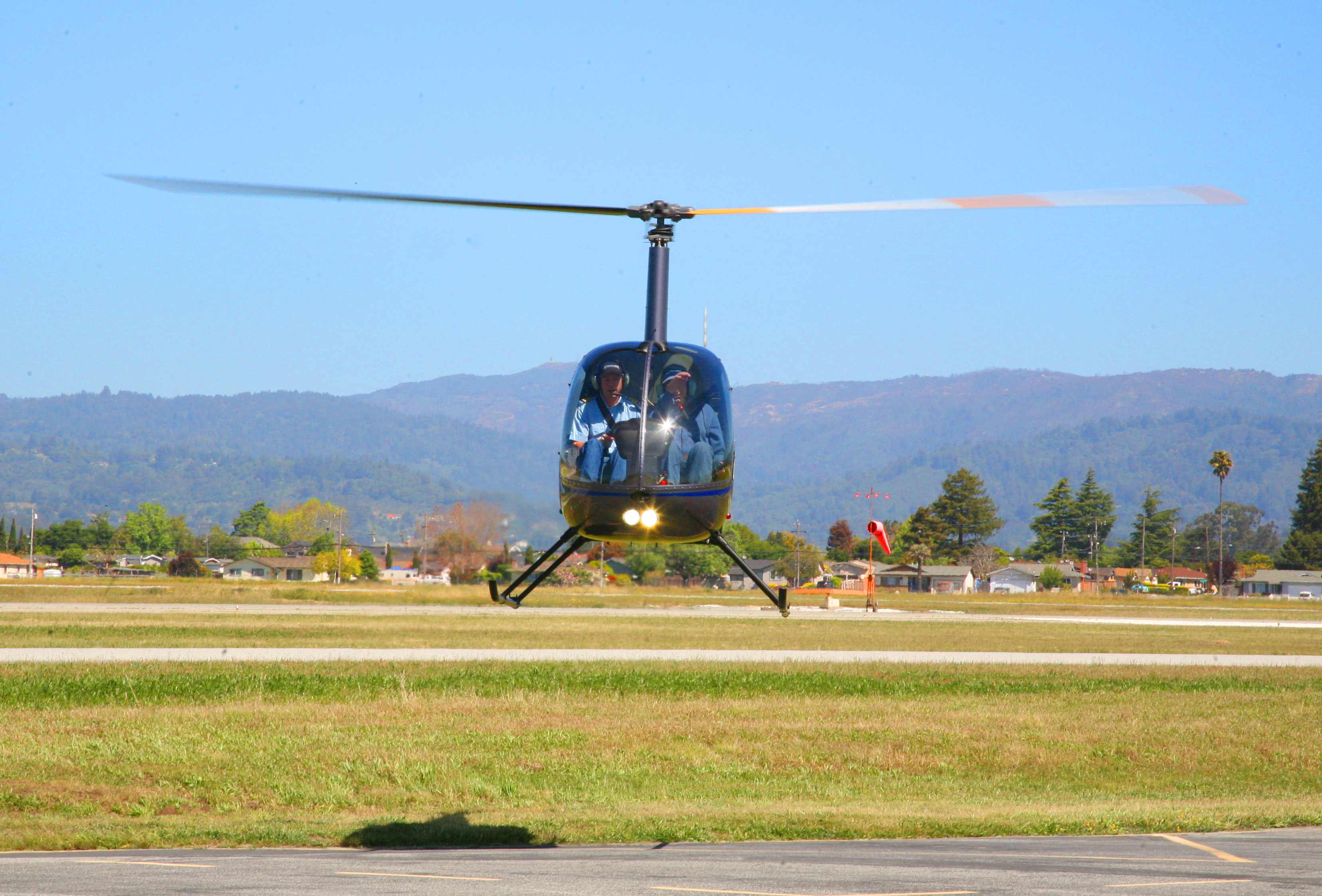
Čelní pohled na R22 v letu

Robinson R22 je jednomotorový lehký vrtulník s dvoulistým hlavním rotorem a dvoulistým vyrovnávacím rotorem. Vrtulník je běžně dodáván s ližinovým podvozkem, ale námořní verze mohou disponovat také plováky.
První prototyp s motorem Lycoming O-235 o výkonu 85 kW byl vyroben jako R22 a brzy poté byl následován dalšími verzemi R22 HP, R22 Alpha, R22 Beta a R22 Beta II. Verze R22 HP byla vybavená motorem Lycoming 0-320-B2C o výkonu 160 koní a překonala tak verzi R22 o 10 koní (7,5 kW). Verze R22 Alpha disponovala upravenými ližinami na podvozku, které zlepšily jak přístupnost kokpitu pro osádku vrtulníku, tak také stabilitu stroje na zemi i při letu v nízké nadmořské výšce s osádkou na palubě. Verze R22 Beta měla zvýšený počet otáček motoru a volitelně bylo možno vybavit vrtulník brzdou rotoru a doplňkovou palivovou nádrží. Baterie byla přemístěna z přední části vrtulníku do zadní části poblíž motoru, čímž se zlepšila stabilita stroje. Tato verze byla nabízená jako cvičný letoun a s doplňkovými plováky byla prodávána jako R22 Mariner určený pro armádní a policejní účely. Verze R22 Beta II byla vybavena novým motorem Lycoming 0-360 z odlehčených materiálů. To umožnilo manipulovat se strojem snáze ve vyšších nadmořských výškách, a tak byl tento stroj určen především pro lety nad hladinou moře. Vrtulníky Robinson R22 se staly vývojovým předchůdcem většího modelu Robinson R44.

### Bezpečnost
Od prosince 1975 do června 2010 bylo zaznamenáno na 1230 případů nehod vrtulníků R22. Z těchto nehod bylo 182 smrtelných.
Kvůli své lehké konstrukci a nízké setrvačnosti rotorů R22 nikdy neodpouští jakoukoliv chybu nebo zaváhání pilota. Pokud dojde k vysazení motoru, ať skutečnému nebo simulovanému, tak má pilot 1,6 vteřiny, než dojde k poklesu a autorotaci. Jakékoliv další zpomalení rotoru po tomto čase vedoucímu k poklesu rotace pod 80 % má fatální následky a je nezvratné. Frank Robinson nenavrhoval R22 jako cvičný stroj, ale pro jeho vysokou cestovní rychlost a nízkou spotřebu paliva. R22 je naprosto nevhodný jako cvičný vrtulník. Přesto ho letecké školy v hojné míře využívají pro jeho nízké provozní náklady.

## Varianty
- R22: První verze vybavená čtyřválcovým pístovým motorem Lycoming O-320-A2B nebo Lycoming O-320-A2C.
- R22 HP: Výkonnější verze vybavená motorem Lycoming 0-320-B2C o výkonu 160 koní.
- R22 Alpha: Inovovaná verze poháněná motorem Lycoming 0-320-B2C byla certifikována v roce 1983.
- R22 Beta: Verze poháněná motorem Lycoming 0-320-B2C.
- R22 Beta II: Výkonnější verze vybavená motorem Lycoming O-360-J2A.
- R22 Beta II Police: Policejní verze vybavená reflektorem a reproduktorem.
- R22 Mariner: Verze určena pro lety nad hladinou moře poháněná motorem Lycoming 0-320-B2C Beta a vybavená plováky.
- R22 Mariner II: Výkonnější námořní verze vybavená motorem Lycoming O-360-J2A Beta II.
- R22 Police: Policejní verze.
- R22 IFR: Cvičná verze určená pro výcvik letu podle přístrojů (IFR). Vzhledem k tomu, že tato verze nebyla IFR certifikována, lety musí být prováděny za podmínek letu visuálního (VFR).
- Maverick UAV: Bezpilotní verze vyráběná společností Boeing.
- Renegade UAV: Bezpilotní verze.

## Uživatelé

### Civilní užití
Vrtulníky R22 jsou užívány mnoha civilními leteckými společnostmi, leteckými kluby a pro jiné soukromé účely.

### Vojenské užití
Dominikánská republika
- Armáda Dominikánské republiky

 Filipíny
- Filipínské námořnictvo

## Specifikace (R22)

### Technické údaje
- Posádka: 1 pilot
- Užitečná zátěž: 2 osoby (včetně pilota)
- Průměr rotoru: 7,7 m
- Délka: 8,7 m
- Výška: 2,7 m
- Plocha rotoru: 46,2 m²
- Prázdná hmotnost: 389 kg
- Maximální vzletová hmotnost: 635 kg
- Pohonná jednotka: 1× pístový motor Lycoming O-320-A2B nebo Lycoming O-320-A2C o výkonu 93 kW

### Výkony
- Maximální rychlost: 189 km/h
- Cestovní rychlost: 177 km/h
- Stoupavost: 6,1 m/s
- Praktický dostup: 4267 m
- Dolet: 386 km
- Zatížení rotoru: 13,7 kg/m²
- Poměr výkon / hmotnost: 0,147 kW/kg

## Nehody
| datum            | místo                                                      | příčina                                                                                                  | varianta | registrace | výrobní číslo | rok výroby | počet mrtvých | posádka                                                             | letiště                                |
| ---------------- | ---------------------------------------------------------- | --- | -------- | ---------- | ------------- | ---------- | ------------- | ------------------------------------------------------------------- | -------------------------------------- |
| 5. 5. 1994 14:25 | elektrická rozvodna u Mladé Boleslavi 50.410418, 14.940446 | zdravotní indispozice pilota, pravděpodobně infarkt. Americký technik vyloučil technickou závadu stroje. | R22 Beta | OK-XIC     | 2199          | 1992       | 2             | ✝ Václav Kulhavý (pilot) ✝ Zbyněk Bořil (zájemce o koupi vrtulníku) | letiště Na Hejtmánce v Mladé Boleslavi |
|                  |                                                            | |          |            |               |            |               |                                                                     |                                        |
|                  |                                                            | |          |            |               |            |               |                                                                     |                                        |

### Podobné vrtulníky
- Brantly B-2
- Sikorsky S-300
- Guimbal Cabri G2